# محمدباقر سعیدی
محمد باقر سعیدی سیاست‌مدار ایرانی بود. که در دوره بیست و چهارم مجلس شورای ملی بعنوان نماینده جیرفت از استان کرمان در مجلس شورای ملی حضور داشت.